# Tattoo Assassins
Tattoo Assassins è un videogioco arcade sviluppato nel 1994 da Data East e mai pubblicato.
Creato con la collaborazione di Bob Gale, il gioco doveva essere la risposta di Data East al successo della serie Mortal Kombat. Nonostante la mancata distribuzione, la rivista EGM2 ha recensito Tattoo Assassins nel numero di aprile 1994. Il titolo è considerato da Destructoid il peggior clone di Mortal Kombat.

## Modalità di gioco
Le modalità di gioco sono identiche a Mortal Kombat II. Il titolo si distingue per l'elevato numero di Fatality che contengono numerosi riferimenti tra cui la DeLorean DMC-12 e il videogioco BurgerTime. Sono inoltre presenti le "nudalities", originate da una leggenda metropolitana che coinvolgeva il videogioco della Midway Games, in cui i personaggi si presentano privi di abiti intenti a coprirsi le parti intime.
Tra i personaggi più controversi del gioco figurano la pattinatrice Karla Keller, basata su Nancy Kerrigan, e la spogliarellista Hannah Hart, interpretata dalla modella Gretchen Stockdale, testimone nel caso O. J. Simpson.